# Godzilla vs. Charles Barkley
Godzilla vs. Charles Barkley — телевизионный рекламный ролик, созданный при участии компании Nike в 1992 году режиссёром Майклом Оуэнсом. В ролике гигантский игрок НБА Чарльз Баркли вызывает на дуэль Годзиллу, они играют в баскетбол на улицах Токио. Впоследствии на данную тематику был издан комикс.

## Сюжет
В начале ролика Годзилла бесчинствует на улицах Токио, когда слышит о дриблинге Чарльза Баркли в баскетболе. Навстречу ему идёт гигантский Чарльз Баркли с баскетбольным мячом. Годзилла одевает розовые очки и готовится к баскетбольному матчу, в котором вместо корзины используется огромная буква «О» из англоязычного названия города Токио. Хвостом Годзилла выбивает мяч из рук Баркли, однако игрок ловит мяч и толкает монстра на здание, после этого забивает мяч сверху. После этого, Баркли и Годзилла идут вместе по городу, а игрок положил руку на плечо монстра. Баркли говорит Годзилле, что «Лейкерс как раз подыскивают большого игрока», а ролик заканчивается появлением логотипа компании Nike.

## История
Godzilla vs. Charles Barkley был придуман в рекламном агентстве Wieden & Kennedy и создан при участии Industrial Light & Magic. В начале был ориентирован на японскую аудиторию, однако Nike была довольна результатом и одобрила использование ролика в США. Впервые был показан на телевидении 9 сентября 1992 года во время вручения вручения наград MTV 1992 года на канале MTV.
Ролик показывался в течение восьми дней в первые две недели июня 1992 года, а затем четыре недели после редактирования. Использовалась технология создания гигантских монстров, в которых затем помещался человек, характерная для японской режиссерской школы. Так, например, снимались оригинальные фильмы про Годзиллу (киностудия Toho). Клинт Гудмэн из ILM пояснял: «Идея состояла в том, чтобы показать современный взгляд, но не подлинный реализм (ILM realism). Это просто не было правдой, поэтому и не обсуждалось.» Костюм Годизиллы был создан из множества соединенных поролоновых частей, а выражение на лице монстра создавали с помощью радиоуправляемых устройств. Некоторые здания, которые появлялись в кадре, обязаны своим происхождением фильму 1984 года Охотники за привидениями. Команда, создававшая спецэффекты, использовала некоторые методы фотографии для создания иллюзии большого города.

## Влияние
В декабре 1993 года, компания «Dark Horse Comics» выпустила одиночный комикс, который появился после показа телевизионного ролика. В отличие от оригинального сюжета, действие комикса происходит в Калифорнии, а не в Японии. Комикс был создан Майком Барроном (англ. Mike Barron), художниками выступили Джефф Батлер (англ. Jeff Butler) и Кейт Айкен (англ. Keith Aiken).